# Alderia modesta
Alderia modesta är en snäckart som först beskrevs av Loven 1844.  Alderia modesta ingår i släktet Alderia och familjen Stiligeridae. Arten är reproducerande i Sverige. Inga underarter finns listade i Catalogue of Life.